# Ковальов Іван Володимирович
Іва́н Володи́мирович Ковальо́в (нар. 15 червня 1901, слобода Бєлогор'є Павловського повіту Воронезької губернії, тепер село Павловського району Воронезької області, Російська Федерація — 29 травня 1993, Москва) — радянський діяч, міністр шляхів сполучення СРСР. Депутат Верховної Ради СРСР 2-го скликання. Депутат Верховної Ради УРСР 3-го скликання. Генерал-лейтенант технічних військ. Доктор військових наук (1967), професор (1969).

## Біографія
Народився у селянській родині. Після закінчення в 1913 році початкової школи працював у сільському господарстві батька.
З березня 1919 року — в Червоній армії, червоноармієць-розвідник 31-го Туркестанського артилерійського дивізіону, 3-го і 112-го батальйонів Всеросійської надзвичайної комісії. Учасник бойових дій на Південному фронті. У 1921 — 1922 р. — курсант військово-залізничної школи техніків у місті Воронежі.
Член РКП(б) з 1922 року.
У 1922 — 1923 р. — запасний агент, помічник начальника станції 10-го залізничного полку, потім батальйону Кавказької армії. У 1923 — 1925 р. — політичний керівник роти 13-го Воронезького залізничного батальйону, потім 7-го Козловського залізничного полку.
У 1925 — 1926 р. — слухач Курсів удосконалення командного складу в місті Ленінграді.
У 1926 — 1930 р. — командир взводу, командир-політичний керівник роти 7-го залізничного полку в місті Козлові.
У 1930 — 1935 р. — слухач Військово-транспортної академії РСЧА імені Лазаря Мойсейовича Кагановича.
У 1935 — 1936 р. — старший інспектор Народного комісаріату шляхів сполучення (НКШС) СРСР. У січні — липні 1936 р. — начальник контрольно-інспекторської групи при управління Московсько-Білорусько-Балтійської залізниці. У серпні 1936 — квітні 1937 р. — начальник контрольно-інспекторської групи при управління Південно-Уральської залізниці. У квітні — листопаді 1937 р. — дорожний інспектор НКШС СРСР з безпеки руху на Омській залізниці.
У 1937 — 1939 р. — начальник управління Західної залізниці у місті Смоленську.
У 1939 — 1940 р. — начальник Центрального військового відділу, член колегії НКШС СРСР. У 1940 — 1941 р. — начальник управління доріг Північно-Західного напрямку.
У травні — липні 1941 р. — заступник народного комісара державного контролю СРСР з питань залізничного транспорту.
З липня 1941 року — в РСЧА: у 1941 — 1943 р. — начальник Управління військових сполучень; у 1943 — 1944 р. — 1-й заступник начальника, а у 1944 році — начальник Центрального управління військових сполучень.
У грудні 1944 — червні 1948 р. — народний комісар (міністр) шляхів сполучення СРСР.
У 1948 — 1950 р. — Уповноважений Ради Міністрів СРСР. Працював головним радником при ЦК Комуністичної партії Китаю — керівником радянських військових спеціалістів у Китайській Народній Республіці.
У серпні 1950 — 1951 р. — начальник Донецького округу залізниць у місті Харкові.
У 1951 — 1957 р. — заступник міністра вугільної промисловості СРСР з транспорту.
У 1957 — 1960 р. — старший науковий співробітник Військово-наукового управління Генерального штабу Збройних Сил СРСР. У 1960 — 1969 р. — старший викладач Військової академії Генерального штабу.
У 1969 — 1985 р. — старший науковий співробітник, завідувач лабораторії, головний дослідник Інституту світової економіки і міжнародних відносин Академії наук СРСР.
З вересня 1985 року — пенсіонер Міністерства оборони СРСР.
Похований у Москві на Троєкуровському цвинтарі.

## Звання
- генерал-лейтенант технічних військ (1943)

## Нагороди
- три ордени Леніна
- орден Жовтневої Революції
- три ордени Червоного Прапора
- орден Суворова 1-го ст.
- орден Кутузова 1-го ст. (3.08.1944)
- орден Вітчизняної війни 1-го ст.
- орден Червоної Зірки (1943)
- орден Трудового Червоного Прапора
- медалі